# Цветкович, Звездан
Звездан Цветкович (18 апреля 1960, Карловац, Союзная Республика Хорватия, Югославия — 27 февраля 2017, Загреб, Хорватия) — югославский футболист, выступавший на позиции левого защитника и стоппера, хорватский футбольный тренер. Выступал за сборную Югославии.

## Биография

### Клубная карьера
Воспитанник клуба «НК Карловац». С 1980 года в течение семи сезонов выступал за загребское «Динамо», в его составе был чемпионом Югославии (1982) и обладателем Кубка страны (1983). С 1987 года выступал в Западной Германии за «Вальдхоф» из Мангейма, игравший в Бундеслиге. 10 марта 1990 года в игре против «Байера Леверкузен» получил травму черепа, после этого был вынужден завершить игровую карьеру.

### Карьера в сборной
Выступал за юниорскую, молодёжную, олимпийскую сборные Югославии. Провёл 4 матча за вторую сборную страны.
С 1982 по 1987 годы призывался в национальную сборную Югославии, сыграл 9 матчей и забил 1 гол. Дебютный матч сыграл 17 ноября 1982 года против Болгарии. В своём втором матче, 15 декабря 1982 года против Уэльса (4:4) забил свой единственный гол за сборную. С марта 1984 года в течение трёх лет не вызывался в национальную команду, в августе 1987 года принял участие в матче против сборной СССР, который стал для него последним в составе югославской команды.

### Тренерская карьера
Окончил высшую тренерскую школу. Работал в штабе загребского «Динамо» помощником тренера, спортивным директором, скаутом, а в 2005 году в течение 10 последних туров сезона 2004/05 — главным тренером. В дальнейшем возглавлял сербский любительский клуб «Сопот», а в июне-октябре 2011 — клуб высшего дивизиона Сербии «Борац» из Баня-Луки.

## Личная жизнь
Был этническим сербом. Младший брат, Борислав (род. 1962), также футболист и тренер.